# Aaron Watson
Pour les articles homonymes, voir Watson.
 (décembre 2018).
Si vous disposez d'ouvrages ou d'articles de référence ou si vous connaissez des sites web de qualité traitant du thème abordé ici, merci de compléter l'article en donnant les références utiles à sa vérifiabilité et en les liant à la section « Notes et références ».
Aaron Watson, né le 20 août 1977 à Amarillo, au Texas, sous le nom de James Aaron Watson, est un auteur-compositeur et chanteur américain de musique country.
Il enregistre son premier album en 1999 puis suivent plusieurs albums indépendants.
Son album The Underdog (2015) se positionne en première place du Top Country Albums Billboard en 2015 et en 2017[réf. nécessaire].
Outta Style, son premier hit à la radio, atteint le top 10 du classement musical de Country Airplay.

## Biographie
Watson est né à Amarillo, au Texas. Il obtient son diplôme[Lequel ?] à Randall High School et étudie ensuite à la Lubbock Christian University et à l'Abilene Christian University où il apprend à jouer de la guitare, après avoir joué au baseball junior college[Quoi ?] au Nouveau-Mexique.
Les premières influences musicales de Watson sont les disques de country classiques de George Jones, Merle Haggard et Willie Nelson, que ses parents écoutaient, et les hymnes gospel qu'il chantait avec sa famille à l'église.

## Discographie

### Albums
- 1999 : Singer/Songwriter
- 2001 : A Texas Café
- 2002 : Shutupanddance
- 2005 : Live at the Texas Hall of Fame
- 2006 : San Angelo
- 2007 : Barbed Wire Halo
- 2008 : Angels & Outlaws
- 2009 : Deep in the Heart of Texas : Aaron Watson Live
- 2010 : The Road & the Rodéo
- 2012 : Real good time
- 2015 : The Underdog
- 2017 : Vaquero
- 2018 : Live at the World's biggest rodeo show
- 2018 : An Aaron Watson Family Christmas
- 2019 : Red Bandana
- 2021   american soul
- 2022 : unwanted man
- 2023    cover girl